# Carlos Pachamé
Carlos Oscar Pachamé (* 25. Februar 1944 in Fortín Olavarría) ist ein ehemaliger argentinischer Fußballspieler.

## Karriere

### Verein
Pachamé begann seine Karriere bei Estudiantes, wo er von 1963 bis 1971 spielte. Danach spielte er bei Boca Juniors, Quilmes AC, CA Lanús, Independiente Medellín und Rochester Lancers. 1980 beendete er seine Spielerkarriere.

### Nationalmannschaft
Im Jahr 1967 debütierte Pachamé für die Argentinische Fußballnationalmannschaft. Mit der argentinischen Nationalmannschaft qualifizierte er sich für die Olympischen Sommerspiele 1988. Er hat insgesamt neun Länderspiele für Argentinien bestritten.

## Errungene Titel
- Argentinische Meisterschaft: 1×

Torneo Metropolitano 1967 mit Estudiantes de La Plata
- Weltpokal: 1×

1968 mit Estudiantes de La Plata